# Herina marginata
Herina marginata är en tvåvingeart som först beskrevs av Jean-Baptiste Robineau-Desvoidy 1830.  Herina marginata ingår i släktet Herina och familjen fläckflugor. Inga underarter finns listade i Catalogue of Life.